# Commission internationale d'histoire des mathématiques
La Commission internationale d'histoire des mathématiques (International Commission on the History of Mathematics, ICHM) est une société savante créée en 1971 afin de promouvoir l'étude de l'histoire des mathématiques, sous l'impulsion initiale de Kenneth O. May.

## Histoire
À la fin des années soixante, René Taton, Adolf P. Youschkevitch et Kenneth O. May ont l'idée de créer un journal international appuyé par une institution. Lors du 12e congrès international d'histoire des sciences (Paris, 1968), cette idée prend forme et une sous-commission provisoire est créée avec Kenneth O. May comme président. En 1971, Kenneth O. May édite une lettre d'information, Notae de Historia Mathematica.
La même année, lors du 13e congrès (Moscou), la sous-commission devient la Commission internationale d'histoire des mathématiques et Kenneth O. May est nommé président. Prenant la suite des Notae de Historia Mathematica, la revue Historia Mathematica, journal officiel de la commission, commence à paraitre en 1974.
En 1981, à Bucarest, le premier d'une série de colloques a lieu conjointement avec le Congrès International d'Histoire de la Science. En 1985, la CIHM est devenu une commission inter-union à la fois de l'Union mathématique internationale et de l'Union internationale d'histoire et de philosophie des sciences. En 1989, le premier prix Kenneth O. May est attribué à Dirk Jan Struik et Adolf P. Youschkevitch. Depuis 2009 elle décerne le prix Montucla à un jeune auteur dont l'article est publié dans la revue Historia Mathematica.

## Projets et objectifs

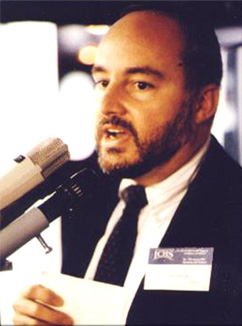
Joseph Dauben, rédacteur en chef de la revue Historia Mathematica de 1977 à 1985.

Outre la supervision d'Historia Mathematica, l'ICHM mène plusieurs projets dans le but de promouvoir les études en histoire des mathématiques.
En 2000 l'ICHM participe à la mise à jour de l'ouvrage de Joseph Dauben The history of mathematics from antiquity to the present. L'ouvrage est disponible sur CD-ROM. La première édition de Dauben est elle-même une mise à jour d'un précédent ouvrage de Kenneth O. May publié en 1973 (Bibliography and Research Manual of the History of Mathematics — la création d'Historia Mathematica et plus précisément la section compte-rendu est une sorte de prolongement de celui-ci) et il est dédié à la mémoire de Kenneth O. May,.
En 2002, Joseph Dauben et Christoph J. Scriba publient Writing the History of Mathematics: Its Historical Development, lequel retrace les développements de l'histoire des mathématiques au sein des différentes écoles à travers le monde. La première partie de l'ouvrage est organisée par pays et la deuxième est composée de biographies d'historiens. Dans sa recension, Donald Cook a noté que « Parce que le livre n'est pas conçu pour complètement explorer les questions, elle peut soulever des interrogations pour les lecteurs. » Pour Fernando Q. Gouvêa — bien que soulevant quelques critiques, notamment à cause du choix de présenter les développements par pays —, l'ouvrage, présenté comme une « première tentative d'écrire l'histoire de l’histoire des mathématiques », doit conduire « les autres à réagir, à corriger, à amplifier et à compléter. Pendant ce temps, la plupart des passionnés d'histoire voudront avoir accès à ce livre. »

## Présidents
Les présidents qui se sont succédé sont : Kenneth O. May (1971–1977), Christoph J. Scriba (1977–1985), Joseph W. Dauben (1985–1993), Eberhard Knobloch (1993–1997), Kirsti Andersen (1998–2001), Karen Hunger Parshall (2002–2009), Craig Fraser (2010-2017), June Barrow-Green (2018-).